# إيمي مايرز
إيمي مايرز (بالإنجليزية: Amy Myers)‏ هي محررة أدبية ومؤلفة وكاتِبة بريطانية، ولدت في 3 أغسطس 1938 في Barnehurst ‏ في المملكة المتحدة.

## وصلات خارجية
- الموقع الرسمي